# Stade de Merkatondoa
Le Stade de Merkatondoa (en espagnol : Estadio de Merkatondoa), également connu sous le nom de Terrain de football de Merkatondoa (en espagnol : Campo de fútbol de Merkatondoa), est un stade de football espagnol situé dans la ville d'Estella-Lizarra, en Navarre.
Le stade, doté de 3 500 places et inauguré en 1928, sert d'enceinte à domicile aux équipes de football du Club Deportivo Izarra et du Club Deportivo San Andrés KT.

## Histoire
Le stade, appelé à l'époque Stadium Merkatondoa (Merkatondoa signifiant en basque : « qui est à côté du marché »), est inauguré le 11 novembre 1928 lors d'une défaite 3-0 des locaux de l'Izarra Beti Aurrerá contre Osasuna.
Il est rebaptisé Stade San Andrés en 1941, nom qu'il portera jusqu'en 1978.
Le record d'affluence au stade est de 3 000 spectateurs, lors d'un match nul 0-0 entre le CD Izarra et le CF Palencia le 24 mai 2009.
La grande majorité des installations actuelles du stade date de l'époque des rénovations majeures effectuées en 1987. Une pelouse synthétique est installée en 2009.
Depuis 2010, le club local du CD San Andrés KT joue ses matchs à domicile au stade.

## Événements
- Depuis 1987 : Trofeo Ciudad de Estella.

## Galerie

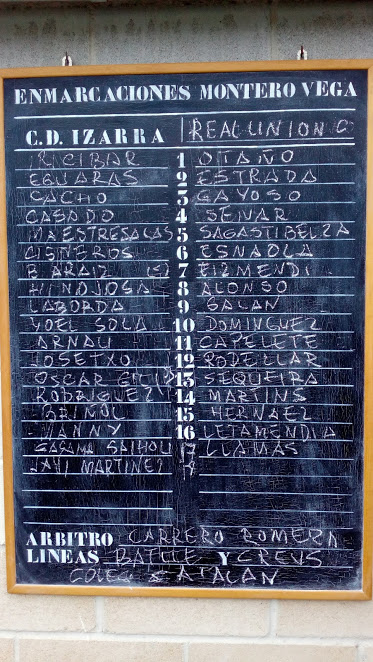
Tableau du Merkatondoa